# モスクワ音楽院
モスクワ音楽院（正式名称: チャイコフスキー記念国立モスクワ音楽院、ロシア語: Московская государственная консерватория имени П. И. Чайковского、英語: Moscow Tchaikovsky Conservatory）は、ロシアの音楽教育機関。パリ音楽院、ジュリアード音楽院と並ぶ世界三大音楽院の一つ。

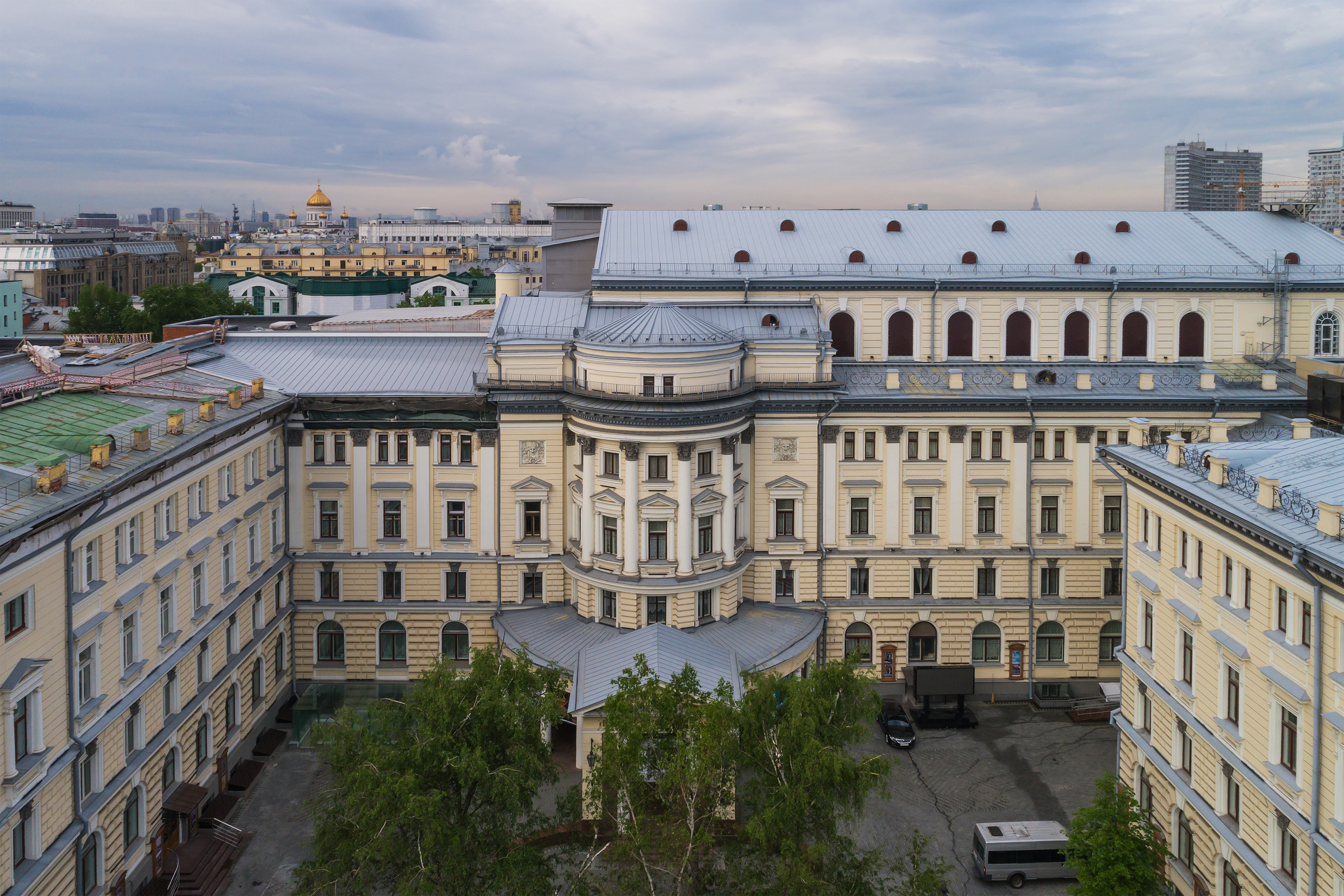
モスクワ音楽院のボリショイ・ザール

## 歴史

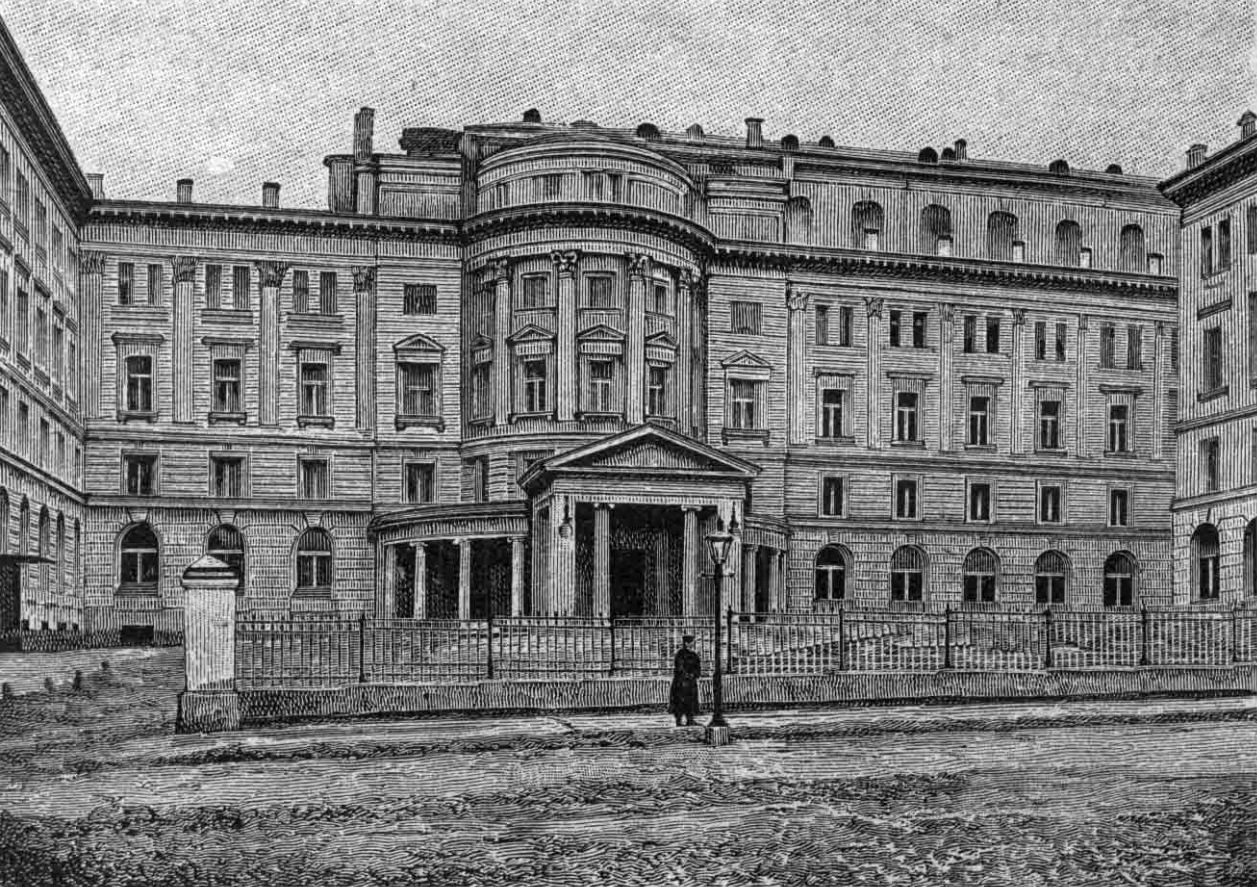
1901年のモスクワ音楽院

ロシア国内の音楽教育機関としては最高の権威を持つ。1866年ニコライ・ルビンシテイン（1862年にサンクトペテルブルク音楽院を創設したアントン・ルビンシテインの弟）によって創設される。1878年チャイコフスキーは同音楽院の作曲科教授を務めており、1940年チャイコフスキー生誕100周年を記念して現在の正式名称となった。
現在ではモスクワ音楽院付属中央音楽学校など学校全体の規模は拡大している。留学生はアジア圏を中心に年々増加しており、中国人と韓国人の比率が高い。オフシーズンでも公開レッスンやシンポジウム、コンクールなど、音楽に関するイベントが多い。現在校舎全体の老朽化や、練習室の確保難などの問題に直面している。
また、1958年3月18日の第1回チャイコフスキー国際コンクールはモスクワ音楽院で開かれた。
冷戦崩壊以後、ロシア人の国際コンクール入賞の全体成績は1990年代に一旦は低下した。しかし「今はロシアの強さが戻ってきたように思います」と卒業生のエリソ・ヴィルサラーゼはエリザベート王妃国際音楽コンクールのピアノ部門2010の審査の総括として述べた。ニコライ・ホジャイノフは「世界最高の音楽機関」と母校を讃えた。

## 近況
1990年代より作曲教育が完全に解禁され、ヴラジーミル・タルノポルスキー、ユーリ・カスパロフ、イリーナ・デュブコワ等、多くの作曲家が招かれたことに伴い、ドミトリー・クルリャンツキー、アレクセイ・シオウマク、セルゲイ・ネフスキー、ニコライ・クルスト、オルガ・アルシナなどの優秀な作曲家がこの音楽院から次々と輩出された。
2013年現在、ホール等の設備は一般に貸し出しが可能になっており、モスクワ音楽院外部の人間もコンサートの開催が可能になっている。

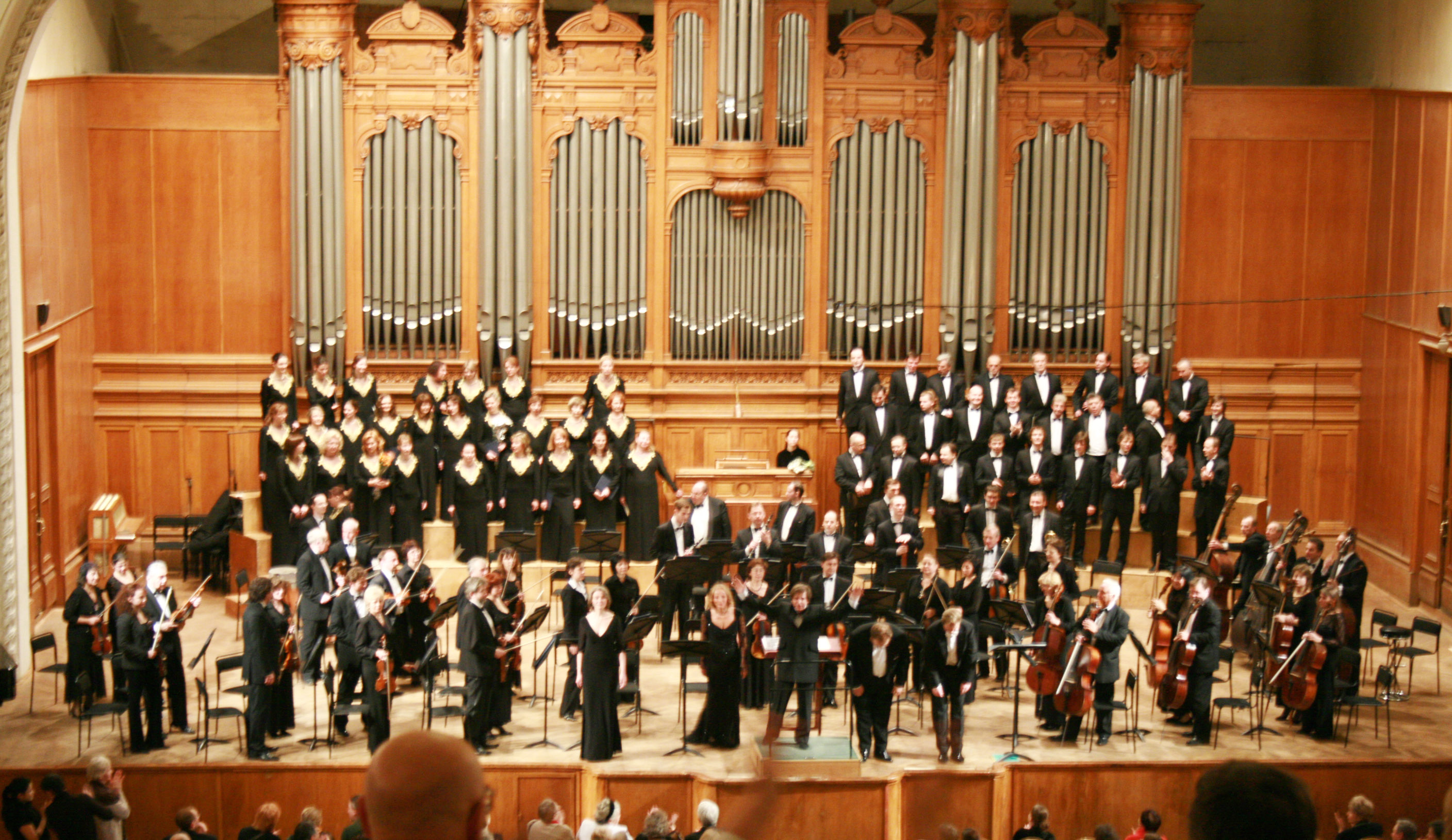
モスクワ音楽院大ホール

## 有名な卒業生

### 作曲家
- セルゲイ・ラフマニノフ
- ドミトリー・カバレフスキー
- アラム・ハチャトゥリアン
- アレクサンドル・スクリャービン
- ニコライ・カプースチン
- アルフレート・シュニトケ
- アンドレイ・エシュパイ
- ヴラジーミル・タルノポルスキー
- ユーリ・カスパロフ
- エドゥアルド・アルテミエフ
- サムイル・フェインベルク
- ソフィア・グバイドゥーリナ
- イリーナ・デュブコワ
- ティホン・フレンニコフ
- アレクサンドラ・パフムートワ
- ロディオン・シチェドリン
- ニコライ・メトネル
- ニコライ・コルンドルフ
- アレクサンドル・モソロフ
- パウル・ユオン
- ニコライ・ラコフ
- ボリス・モクロウソフ
- ウラジーミル・マルティノフ
- ミハイル・マチューシン
- ロスティスラフ・ボイコ
- ウラディーミル・ペスキン
- エレーナ・ベクマン＝シチェルビナ
- オスカー・フェルツマン
- レヴォル・ブーニン
- ボリス・フィチンゴフ＝シェーリ
- ヴワディスワフ・パフルスキ
- カレン・ハチャトゥリアン
- タチアナ・ニコラーエワ
- レフ・ナウモフ
- フョードル・ドルジーニン
- イサイ・ドブローウェン
- パーヴェル・チェスノコフ
- セルゲイ・タネーエフ
- アレクセイ・スタンチンスキー
- ディミトリー・スミルノフ
- エフゲニー・スヴェトラーノフ
- アレクサンドル・ジロティ
- ヴィッサリオン・シェバリーン
- アレクサンドル・ゴリデンヴェイゼル
- ユーリ・コニュス
- ゲオルギー・コニュス
- イオシフ・コテック
- アレクサンドル・ゲディケ
- フョードル・ケーネマン
- アレクサンドル・クレイン
- ウラディミール・クリュコフ
- ニコライ・クリューコフ
- シャンドル・カロシュ
- ニコライ・カレートニコフ
- ヴァシリー・カリンニコフ
- ゲルマン・ガリーニン
- アレムダール・カラマーノフ
- アレクサンドル・カスタルスキー
- ヴィクトル・エワルド
- ウラジーミル・ヴラソフ
- アレクサンドル・ヴスティン
- アナトーリー・アレクサンドロフ
- モデスト・アルトシュラー
- ヴャチェスラフ・アルチョーモフ
- グリゴリー・アルチェフスキー
- ダヴィッド・アシュケナージ
- ドミトリー・クルリャンツキー

### ピアニスト
- ウラディーミル・アシュケナージ
- ワレリー・アファナシエフ
- エミール・ギレリス
- ニコライ・ルガンスキー
- デニス・マツーエフ
- スヴャトスラフ・リヒテル
- エリソ・ヴィルサラーゼ
- ボリス・ベルマン